# NGC 4319
NGC 4319 هي مجرة حلزونية ضلعية SB(r)ab تبعد حوالي 77 مليون سنة ضوئية تقع في كوكبة التنين. حسب تصنيفها يدل على أنها مجرة حلزونية ضلعية ذات هيكل حلقي داخلي وأذرع ملتفة . تقع في القرب المادي من المجرات NGC 4291 وNGC 4386، مع انبعاث الأشعة السينية من الفجوة التي تدل على NGC 4319 و NGC 4291 وقد يكون بسبب التفاعل.
NGC 4319 لديها نسبة أعلى بكثير من الهيدروجين المتأين مقارنة بمجرة درب التبانة.
في عام 1971 لاحظ عالم الفلك الأمريكي هالتون آرب ما يبدو أنه تفاعل مادي بين NGC 4319 و ماركاريان 205، وهو نجم زائف لة انزياح أحمر أعلى بكثير . واقترح أنه إذا لم يكن وجود ماركاريان 205 في الخلفية مجرد مصادفة فإنه بدلا من ذلك قد طرد من نواة هذه المجرة. اثار اقتراح هالتون عاصفة من الجدل حيث سعى علماء الفلك لدحض التأكيد وتقديم تفسيرات أخرى. وقد تم تسويتها فعليا عندما أظهرت الملاحظات باستخدام تلسكوب هابل الفضائي أن الضوء من ماركاريان 205 يمر عبر قرص وهالة NGC 4319 للوصول إلى المراقب مما يضع ماركاريان 205 خلف هذه المجرة وبالتالي أبعد.

## وصلات خارجية
- NGC 4319 على موقع ويكي سكاي: DSS2, SDSS, GALEX, IRAS, Hydrogen α, X-Ray, Astrophoto, Sky Map, Articles and images